# 飯野藩

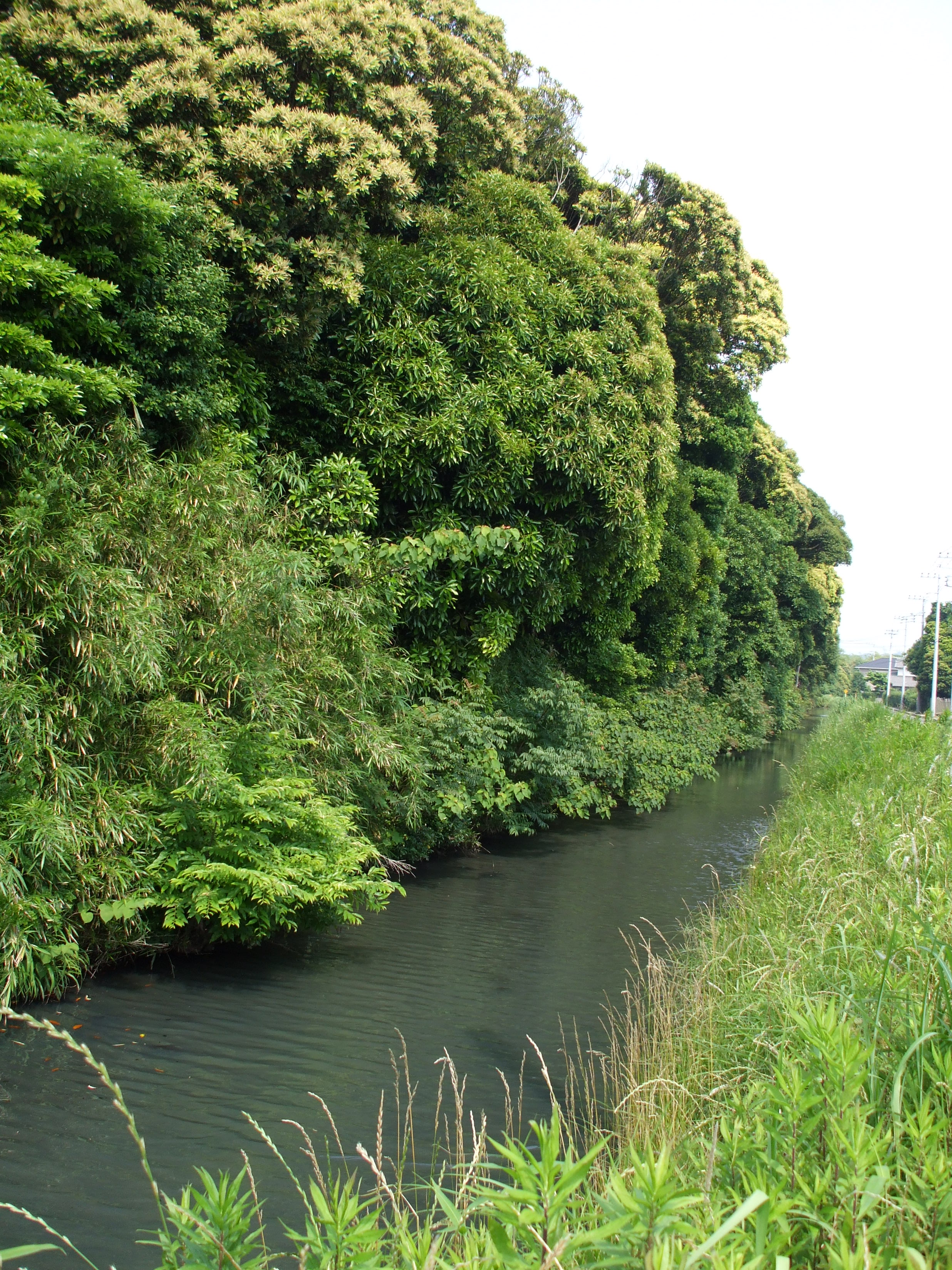
飯野陣屋の濠（千葉県指定史跡）

飯野藩（いいのはん）は、上総国周淮郡飯野村の飯野陣屋（現在の千葉県富津市下飯野）を居所とした藩。1648年に保科正貞が加増を受けて大名となったことから成立し、以後保科氏が10代約220年続いて廃藩置県を迎える。存続期間の大部分において石高は2万石。江戸時代にはそのうち約1万5000石の領地が摂津国や丹波国に所在していた。
本記事では廃藩後に設置された飯野県（いいのけん）についても言及する。

## 歴史

### 前史

#### 藩祖・保科正貞の来歴
藩祖・保科正貞は、高遠城主であった保科正直の三男で、母は徳川家康の異父妹・多劫姫。文禄3年（1594年）、7歳の時に徳川家康・秀忠の意向によって長兄（異母兄）である保科正光の養子となる。幼少時より徳川家康の側近くに仕えた。
大坂の陣後に保科正光のもとを去り、母方の叔父である松平定勝のもとに身を寄せた。これについては、正光が2代将軍・徳川秀忠の落胤（後の保科正之）を秘かに養子として迎えることになったために廃嫡されたという事情がある。
寛永6年（1629年）に江戸幕府に再出仕。この際に俸禄として蔵米3000俵を与えられた。その後、蔵米を知行に改められ、上総国周准郡、下総国香取郡内に3000石の知行地を与えられた。再出仕の翌年である寛永7年（1630年）には大番頭に就任。寛永10年（1633年）に上総国望陀郡、安房国長狭郡、近江国伊香郡の3郡内で4000石を加増され、知行は合計7000石となった。
なお、保科家の家督は寛永8年（1631年）に保科正之が継いでいたが、寛永14年（1637年）に徳川家光の意向によって保科正之から保科家累代の宝物などが正貞に譲られ、正貞が保科家を継承した。

### 立藩
慶安元年（1648年）6月26日、正貞は大坂定番に任じられた。この際、摂津国有馬郡・川辺郡・能勢郡・豊嶋郡内において1万石を加増され、石高1万7000石の大名となった。正貞は飯野を居所とし、飯野陣屋を築いた（陣屋建設時期についての諸説については飯野陣屋#歴史参照）。これにより飯野藩が立藩した。

### 2代・保科正景
寛文元年（1661年）11月1日に正貞は死去し、跡を実子の保科正景が継いだ。この際、正貞の生前の意向により、正貞の甥で養子であった正英に2000石（安房国長狭郡内）を分知して別家とし、飯野藩の石高は1万5000石となった。寛文2年（1662年）2月15日、摂津国能勢郡の領地の一部が収公され、代地が同国川辺郡・有馬郡内に与えられた。これは、多田銀銅山周辺地域の73か村を幕府の銀山奉行管轄（銀山付村）としたことに伴う措置である。寛文9年（1669年）8月8日、初めて知行地に赴く暇が与えられた。
延宝5年（1677年）7月7日、正景は大坂定番に任じられ、丹波国天田郡内に5000石を加増された。これにより飯野藩の石高は2万石となった。
正景は藩政の上でも大きな治績があったとされる。正景は上総国周准郡青木村（現在の富津市青木）の浄信寺を再建し、元禄9年（1696年）に一対の石灯籠（富津市指定文化財）を寄進した。正景は元禄13年（1700年）5月16日に飯野において没し、浄信寺に葬られている。堀田家の菩提寺は江戸の大円寺で、歴代藩主の墓は大円寺にあるが、居所のあった飯野近傍に葬られているのは正景のみであり、その墓は富津市史跡に指定されている。

### 3代から9代藩主
飯野藩保科家では正景以降幕末までの間に、5代・正寿、7代・正率が大坂定番を務めている。また、3代・保科正賢、6代・正富、8代・正徳、9代・正丕は大坂加番をそれぞれ務めた。
天明5年（1785年）、保科正率の時に上総国望陀郡・安房国長狭両郡内の領地が上総国周淮郡・武射郡内に移された。文化8年（1811年）、保科正徳の時に、上総国周淮郡内の領地が上総国山辺郡および下総国内に移された。
弘化2年（1845年）、9代・正丕の時代には、周准郡青木村に外国船の見張番所（青木浦見張番所）を設け、警備に当たっている。

### 幕末の飯野藩

#### 10代・保科正益

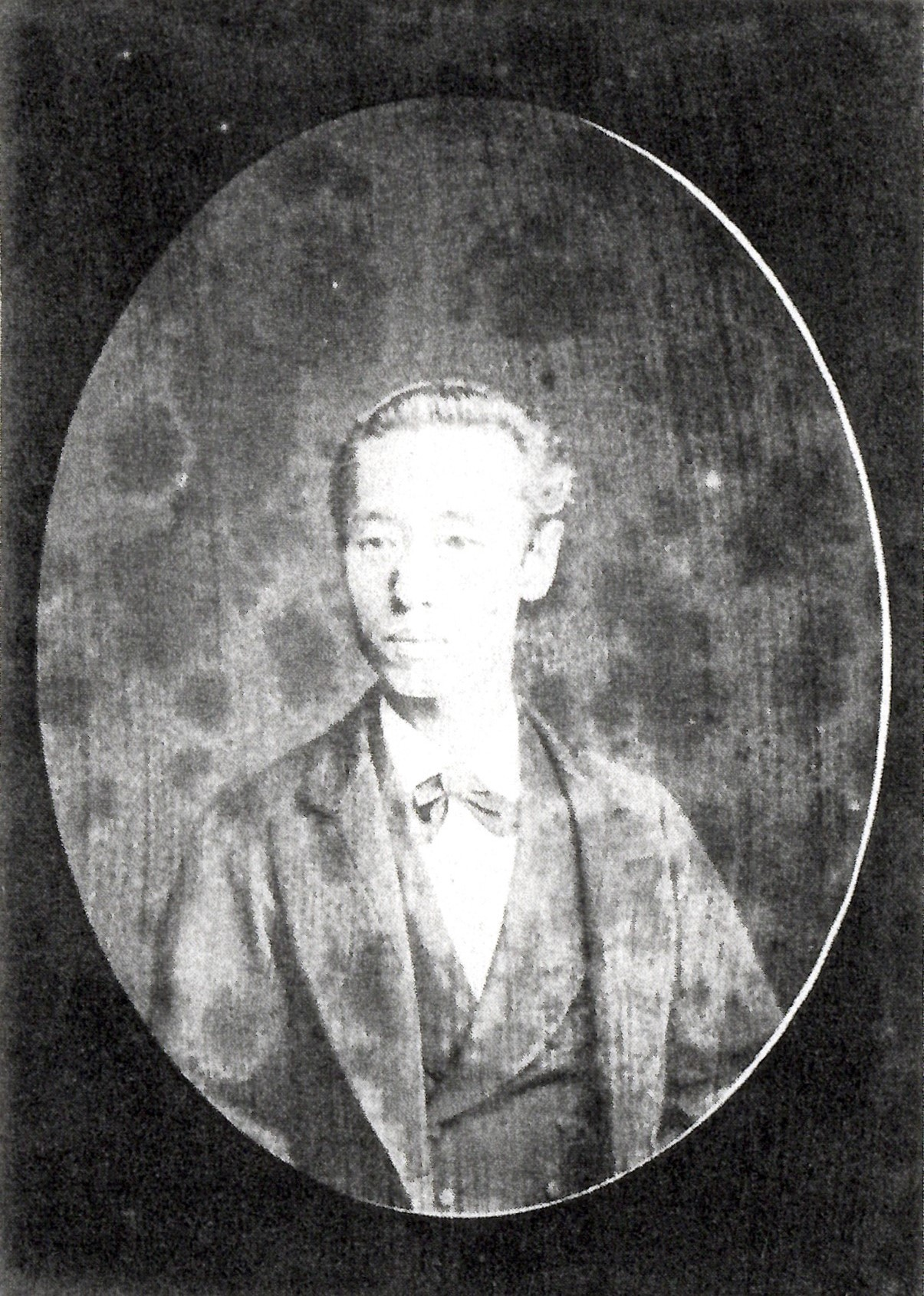
保科正益（明治時代の撮影）

幕末・維新期の藩主は、10代・正益である。正益は嘉永元年（1848年）に父・正丕の死を受けて藩主となった。大坂定番を務めた後、慶応2年（1866年）5月26日に若年寄にまで栄進。第二次長州征伐では石州口の諸軍総督として指揮を務めた。

#### 飯野藩と会津藩
保科正之を藩祖とする会津藩とは深い関係があった。正丕の三女（正益の姉）である照姫（系譜では「熈」）は、会津藩主・松平容敬の養女となった。幕末の会津藩主である松平容保は容敬の婿養子であり、照姫は容保の「義理の姉」となる。照姫はのちの会津戦争において、若松城内の女子の総指揮を執ったことで知られる。
慶応4年/明治元年（1868年）に戊辰戦争が発生する。3月、正益は青木浦から出発して上洛の途に就く（「勤王のため」とも、徳川慶喜の助命嘆願のためともいう）。しかし、会津藩が徹底抗戦の構えを取ったため、4月に正益も連座し、京都北野で謹慎処分を受けた。飯野藩内では会津藩に対する親近感が強く、会津藩を敵視する明治新政府に対する反発も強かった。飯野藩では大出鋠之助・野間銀次郎ら藩士20名が脱藩し、請西藩主林忠崇の軍勢に加わって新政府軍に抗戦している。また、剣術指南役の森要蔵も飯野藩内の門弟らとともに、総勢28名が会津に赴いて会津藩側で戦っている（後述）。
6月、正益は幕府側に与した家臣（野間銀次郎、および家老の樋口盛秀（弥一郎））を処刑して罪を許された。
会津開城後、新政府から会津藩への伝達の多くは、飯野藩主・保科正益を通じて行われた。明治2年（1869年）5月18日、会津藩家老・萱野長修（権兵衛）が藩の戦争責任を一身に負うかたちで、飯野藩下屋敷で処刑される。斬首刑とされたところ飯野藩の配慮により切腹の形式がとられた。

### 明治初年の藩政
明治元年（1868年）に領地替えが行われる。房総沿岸防備の任を解かれた前橋藩の領地が飯野藩領とされる一方、駿遠諸藩の房総移転（小久保藩・桜井藩、および藩領の付け替えが行われた伊勢長島藩）にともない領地が移されるなど、領地は大幅に入れ替わった（#領地節参照）。
明治2年（1869年）6月、版籍奉還により正益は知藩事となった。また、明治初年には藩校として「明新館」が開校し、明治2年（1869年）に織本東岳が明新館の校長となっている。
明治3年（1870年）10月には、大規模な領地替えが行われている、摂津・丹波・近江の飛び地領を上地させ、上総国周淮郡で69か村を代地とするというもので、飯野藩の管轄地は上総国周淮郡に集約された（#領地節参照）。
明治4年（1881年）1月28日に飯野藩は、さきに摂津・丹波・近江の管轄地の代地として引き渡された周淮郡諸村の現石（実際に徴税可能な石高）が1363石不足しているとして、不足分の代地を給付するよう政府に願い出ている。政府からの沙汰は遅れ、藩はその後3度にわたって同じ願い出を行い、早急な対応を求めている。5月22日付で太政官は弁官を通じて現在取り調べ中との返答を行っており、これに対して藩は5月28日付で不足分のうち1000石に相当する米・金の借用を願い出ている。

### 飯野県
明治4年（1871年）7月の廃藩置県で飯野藩は廃されて飯野県となる。同年11月に飯野県は木更津県に統合された。

## 歴代藩主
保科家
譜代。1万7000石→1万5000石→2万石。
1. 正貞（まささだ）
2. 正景（まさかげ）
3. 正賢（まさかた）
4. 正殷（まさたか）
5. 正寿（まさひさ）
6. 正富（まさとみ）
7. 正率（まさのり）
8. 正徳（まさよし）
9. 正丕（まさもと）
10. 正益（まさあり）

## 領地
飯野藩は、江戸時代前期に成立してから廃藩置県まで居所の移転なく存続した藩である。江戸時代にその領地の大部分（約4分の3）は飯野陣屋周辺よりも関西地方にあった。飯野藩は摂津国豊島郡浜村（現在の大阪府豊中市浜）に浜村陣屋を構え、摂津・近江・丹波の藩領を管轄した。

### 領地の変遷

#### 1664年の領地
『寛文印知集』に見られる、寛文4年（1664年）の領地（1万5000石）の分布は以下の通り。
- 上総国
  - 周淮郡のうち - 8村（2665石余）
  - 望陀郡のうち - 4村（791石余）
- 下総国
  - 香取郡のうち - 2村（350石）
- 安房国
  - 長狭郡のうち - 1村（193石余）
- 摂津国
  - 豊島郡のうち - 13村（3186石余）
  - 能勢郡のうち - 4村（1039石余）
  - 川辺郡のうち - 9村（3170石余）
  - 有馬郡のうち - 6村（2707石余）
- 近江国
  - 伊香郡のうち - 3村（1000石）

#### 幕末の領地
幕末時点の実高は2万2312石余。
『旧高旧領取調帳』では、幕末時点の領地（旧領）として70村が挙げられる。
- 上総国
  - 周淮郡のうち - 10村
    - 原村、八幡村、大鷲新田村、杉谷村、飯野村、二間塚村、前久保村、平井村、青木村、大久保村

  - 望陀郡のうち - 2村
    - 矢那村、玉野村

  - 武射郡のうち - 2村
    - 井之内村、蓮沼村
- 下総国
  - 香取郡のうち - 4村
    - 金江津村、山之辺村、和泉村、溝原村
- 摂津国
  - 豊島郡のうち - 15村
    - 桜村、新免轟木村、新免轟木村立会、新免村、山之上村、長興寺村、走井村、勝部村、小曾根村、長島村、浜村、北条村、寺内村、垂水村、石蓮寺村

  - 能勢郡のうち - 4村
    - 森上村、今西村、長谷村、大里村

  - 川辺郡のうち - 9村
    - 戸ノ内村、堀池村、若王寺村、富田村、岡院村、酒井村、岩屋村、西桑津村、米谷村

  - 有馬郡のうち - 6村
    - 塩田村、道場河原村、上宅原村、上津下村、岩谷村、二郎村
- 近江国
  - 伊香郡のうち - 3村
    - 中ノ郷村、池原村、国安村
- 丹波国
  - 天田郡のうち - 15村
    - 野花村、夷村、下佐々木村、中佐々木村、上佐々木村、喜多村、上野条村、下野条村、天座村	、行積村、長尾村、一尾村、瘤木村、大呂村、上大内村

#### 明治初年の管轄地
明治元年（1867年）の領地替えで、上総国周淮・武射郡および下総国香取郡の3郡内の領地は上知され、周淮郡内に代地が与えられた。
明治3年（1870年）10月5日、摂津・近江・丹波3国にあった飯野藩の分轄地（飛び地）について上知が命じられ（それぞれ兵庫県・大津県・久美浜県管轄とする）、上総国に代地を与えることとなった 。10月13日に丹波国の諸村が久美浜県に、10月14日に近江国の諸村が大津県に、10月27日（あるいは10月26日）に摂津国の諸村が兵庫県の管轄に、それぞれ移された。飯野藩には上総国周淮郡内の69か村が移管された。

##### 『旧高旧領取調帳』の記載について
『旧高旧領取調帳』の「旧県名」欄に「飯野藩」と記される村は、上総国周淮郡の10村・2628石分のみである。これについては、同史料の「旧領名」「旧県名」欄の採録時点の基準が地域ごとにまちまちであることを考慮しなければならない（『旧高旧領取調帳』参照）。
『旧高旧領取調帳』においては「旧領名」と「旧県名」の期間の間に大幅な変動がある。「旧領名」時点で10村が飯野藩領とされていた上総国周淮郡の場合、9村（前橋藩領から6村、旗本領から4村）が「飯野藩」に移されている一方、9村（小久保藩に2村、長島藩に2村、桜井藩に5村、安房上総県知事（柴山文平）に4村）が他藩県に移されるなど、管轄地は大幅に入れ替わっている（相給が存在するため、村数の合計は一致しない）。

### 領地の地理

#### 上総国
飯野陣屋は、土塁や濠を巡らせた「内邸」と濠外の「外邸」からなる広大な敷地を有する。濠については千葉県の史跡に指定されている。徳山陣屋（山口県周南市、徳山藩）、敦賀陣屋（福井県敦賀市、敦賀藩）と並び、俗に「日本三大陣屋」の一つに数えられる。
1889年（明治22年）の町村制施行の際、下飯野・上飯野・二間塚・本郷・前久保の5か村によって編成された行政村は、飯野藩の所在地として知られていることを理由として、「飯野村」と命名された。

#### 摂津国
摂津国には、慶安元年（1648年）に保科正貞が大坂定番に就任した際に与えられた1万石の知行地があり、領地替えが行われつつも、幕末・明治維新期まで藩領として続いた。豊島郡浜村（現在の大阪府豊中市浜）に置かれた浜村陣屋（浜屋敷とも）は、摂津国に加えて近江国・丹波国に所在する藩領を管轄した。
大坂城代・定番・加番といった制度は寛永年間までに成立するが、城代・定番に任じられた大名は大坂周辺（摂津・河内・和泉）に移封されたり、知行地の一部移転や加増を受けたりすることが慣例となった。城代は任期が終わった場合に大坂周辺の領地を収公されて本領に戻ることが原則であったが、定番はたびたびこの役を務め、加番を務める機会も多かったために、大坂周辺の飛び地領が定着する状況が見られた。飯野藩もその例の一つである。

#### 丹波国
丹波国天田郡には、延宝5年（1677年）に保科正景に加増された5000石の領知があり、その領域は「五千石在」、あるいは「五千石領」と呼ばれた。中世の佐々岐荘とほぼ重なる範囲で、現在の京都市福知山市北西部にあたる。佐々木谷は丹波福知山から但馬国に向かう交通路となっており、下佐々木村（現在の福知山市下佐々木）には大庄屋として牧氏が所在した。
万延元年（1860年）には御用金の賦課をめぐり、「五千石騒動」と呼ばれる強訴が発生する。

## ゆかりの人物
幕末期の飯野藩には、森要蔵が剣術指南役として仕えた。森要蔵は千葉周作に師事し、玄武館道場の四天王の一人と謳われた、江戸では高名な剣豪で、麻布永坂に道場を構えた。天保11年（1840年）に9代藩主・正丕に召し抱えられたが、俗に「保科には過ぎたるものの二つあり、表御門に森要蔵」と称されたという。戊辰戦争では脱藩して門弟ら28名を率いて会津に赴き、白河口の戦いで二男と共に戦死した。森要蔵の長女・文は、のちに野間好雄（野間銀次郎の弟。森要蔵の門弟でもあった）と結婚した。野間好雄・文夫妻の子が、講談社を創業する野間清治である。